# Norman Buchan
Norman Findlay Buchan (27 octobre 1922-23 octobre 1990) est un homme politique du parti travailliste, qui est de l'aile gauche du parti, et est député de West Renfrewshire de 1964 à 1983 et de Paisley South de 1983 jusqu'à sa mort en 1990.

## Biographie
Instituteur basé à Rutherglen, il s'intéresse à la musique folklorique, en compilant un livre intitulé 101 Scottish Songs, souvent appelé The Wee Red Book ,.
Lors de l' élection partielle de Rutherglen en 1964, il ne perd l'investiture travailliste que de façon assez étroite au profit de Gregor Mackenzie, et il prend West Renfrewshire aux conservateurs aux élections générales plus tard cette année-là. En tant que député, il est sous-secrétaire d'État adjoint pour l'Écosse de 1966 à 1970 et ministre d'État à l'Agriculture de 1974 à 1979. Il devient plus tard ministre de l'ombre des Arts dans l'opposition.
Buchan joue également un rôle important dans le changement du système de vote pour le référendum sur le Home Rule écossais à la fin des années 1970.
Il s'abstient lors de l'élection à la direction adjointe du Labour en 1981, commentant: "Mon cerveau s'est retourné contre Benn, mais mon estomac s'est retourné contre Healey" .
Il est décédé en 1990 (par coïncidence, le député voisin de Paisley North, Allen Adams, est également décédé cette année-là, ce qui a entraîné la tenue d'élections partielles le même mois pour les deux sièges). Il est remplacé comme député de Paisley South par Gordon McMaster du Parti travailliste.

## Famille
Il est marié pendant 44 ans (1946–1990) à Janey Buchan (née Kent),députée travailliste au Parlement européen de Glasgow de 1979 à 1994. Elle est décédée à Brighton le 14 janvier 2012 . Son fils unique, Alasdair Buchan, est journaliste depuis 1968.